# 退廃音楽
退廃音楽（たいはいおんがく、独: Entartete Musik）は、1930年代にナチス・ドイツが「有害または退廃的である」とみなした音楽である。ナチスが「退廃芸術」を排除しようとしたことは有名であるが、退廃音楽はその音楽版である。

## 実例
ナチスが退廃音楽とみなした音楽には以下のものが挙げられる。
- ジャズやブルースなどのアフリカ系アメリカ人起源の音楽（ニーガームジーク）
- エルンスト・クルシェネク, ヴィルヘルム・グロシュのようなジャズやブルースを取り入れた作曲家の作品。
- ハンス・アイスラーのような社会主義者の作曲家の作品。
- パウル・ヒンデミットやアルバン・ベルクのような実験的な現代音楽の作品。アントン・ヴェーベルンは穏健なヒトラーの支持者だったにもかかわらず迫害を受けた。ナチスはモダニズムはドイツ文化を破壊するものとして、ヴァイマル共和政時代の多様性を否定したのである。
- フェリックス・メンデルスゾーン、アルノルト・シェーンベルク、フランツ・シュレーカー、クルト・ヴァイル、グスタフ・マーラー、ベルトルト・ゴルトシュミットのようなユダヤ人作曲家の作品。

## 排斥
これらの作品はナチスの圧力で上演が困難になったため、多数の音楽家が亡命、またはカール・アマデウス・ハルトマンやボリス・ブラッハーのように国内亡命を余儀なくされた。バルトークは、自ら退廃音楽を自称して抗議した上、アメリカに亡命している。またヴィクトル・ウルマンやエルヴィン・シュルホフのように強制収容所で命を落とした者もいた。
その一方で、カール・オルフの『カルミナ・ブラーナ』（1937年）などの作品は称揚され、大いに人気を博した。

## 退廃音楽展

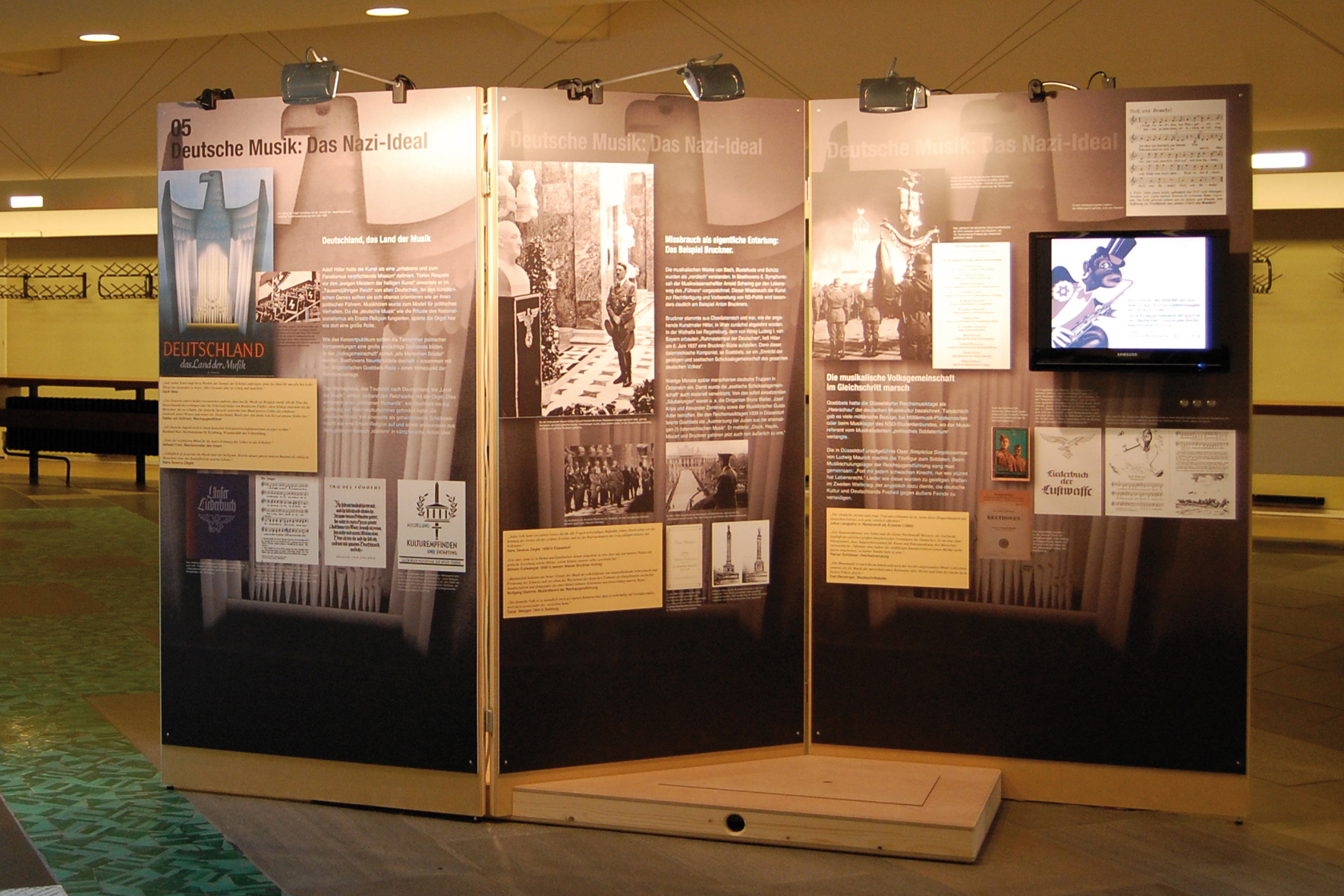
展覧会「Das verdächtige Saxophon（怪しいサキソフォン）」における退廃音楽弾圧の歴史を解説するパネル展示

1938年、退廃芸術展にならい、これら音楽に関する資料を集めて観衆の前に晒す「退廃音楽展」がデュッセルドルフで開催され、各都市を巡回した。主催者の一人であったヴァイマル国民劇場の総監督ハンス・ゼヴェルス・ツィーグラーは、開催の式辞で「音楽の荒廃はユダヤ人と資本主義の影響によるものである」と述べた。
展示は以下の7つのセクションに別れていた。
1. ユダヤ人の影響
2. シェーンベルク
3. ヴァイルとクルシェネク
4. その他の文化ボリシェヴィキ（ベルク、フランツ・シュレーカー、エルンスト・トッホなど）
5. レオ・ケステンベルク（英語版）
6. ヒンデミットのオペラやオラトリオ
7. イーゴリ・ストラヴィンスキー

## 戦後
戦後になり、ナチスの影響がなくなると、しばしば「退廃音楽」をテーマにした演奏会や、デッカ・レコードなどから企画盤が作成されている。

## 文献
- Anon. 1938. "Musical Notes from Abroad" Musical Times 79, no. 1146 (August): 629–30.
- Theo Stengel Lexikon der Juden in der Musik : Mit e. Titelverz. jüd. Werke. Zusgest. im Auftr. d. Reichsleitg d. NSDAP. auf Grund Behördl., parteiamtl. geprüfter Unterlagen in Verbindung mit Herbert Gerigk（ドイツ語版）. Berlin : Hahnefeld Verlag, 1943 (Reihentitel:  Veröffentlichungen des Instituts der NSDAP. zur Erforschung der Judenfrage（ドイツ語版）, Frankfurt am Main ; [Bd. 2])
- Das „Dritte Reich“ und die Musik, zur gleichnamigen Ausstellung im Schloss Neuhardenberg. Berlin : Nicolai, 2006 ISBN 3894793317.- Französische Ursprungsversion (Musée de la Musique, 2004): Übers. der Texte aus dem Dt. Bernard Banoun ISBN 2213621357
- Bente-Helene van Lambalgen, Emanuel Overbeeke, Leo Samama: Entartete Musik: verboden muziek onder het nazi-bewind. Amsterdam University Press, 2004. ISBN 9053567151.
- Albrecht Dümling/Peter Girth (Hrsg.): Entartete Musik. Dokumentation und Kommentar zur Düsseldorfer Ausstellung von 1938, Düsseldorf: der kleine verlag, 1./2. Auflage 1988, 3. überarbeitete und erweiterte Auflage 1993. ISBN 3-924166-29-3